# Niezależni Demokraci
Niezależni Demokraci (cz. Nezávislí demokraté, NEZDEM) – partia polityczna w Czechach, stanowiąca zaplecze polityczne Vladimíra Železnego, przedsiębiorcy mediowego i polityka.

## Historia
Ugrupowanie powstało na bazie ruchu Niezależni (Nezávislí), istniejącego od połowy lat 90. W oparciu o tę organizację Vladimír Železný zorganizował komitet wyborczy, który wystartował w wyborach europejskich z 2004, uzyskując 8,18% głosów i 2 mandaty w PE VI kadencji. W 2005 Vladimír Železný utworzył personalistyczne ugrupowanie Niezależni Demokraci. W programie znalazły się hasła likwidacji Senatu, uproszczenia systemu podatkowego, zaostrzonej polityki antyimigracyjnej, ograniczenia wpływów UE, sprzeciwu wobec przystąpienia Turcji do Unii Europejskiej.
Partia nie podjęła szerszej działalności. W wyborach europejskich w 2009 jej działacze startowali z ramienia Libertas.cz. Ugrupowanie zostało rozwiązane w 2015.